# Lesinurad
Le lésinurad est une molécule inhibitrice de l'URAT1 et utilisé comme médicament, en association avec l'allopurinol, dans le traitement de l'hyperuricémie.

## Efficacité

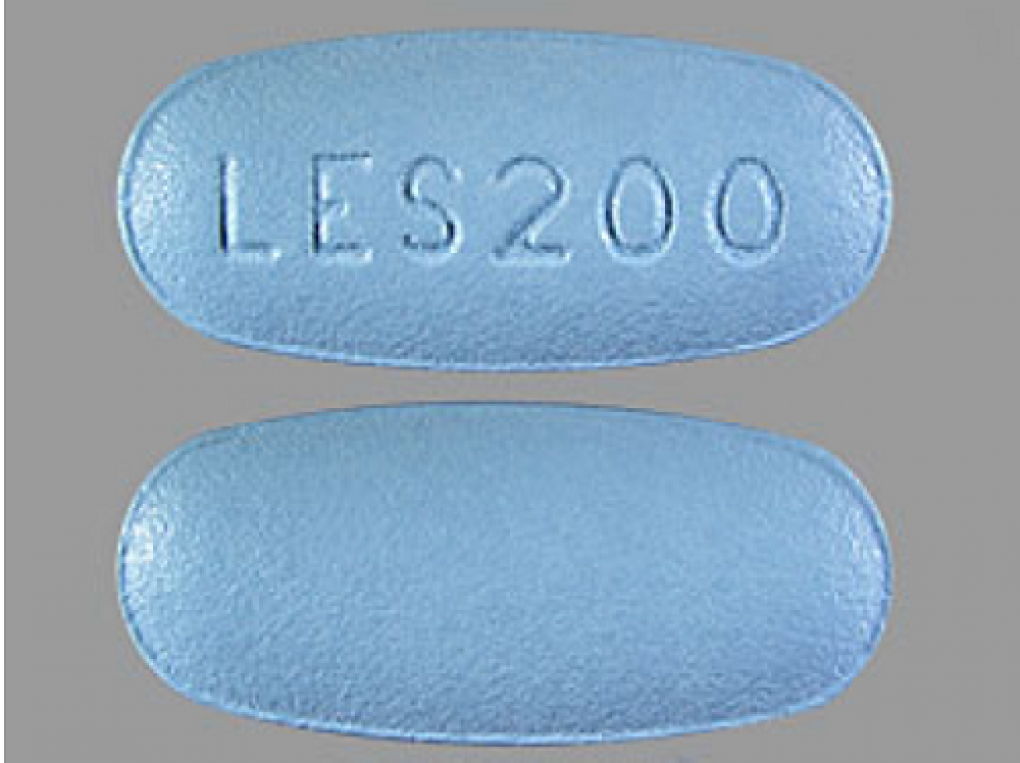
Comprimé 200mg de Zurampic des USA

En association avec l'allopurinol, il diminue mieux le taux sanguin d'acide urique comparativement à un traitement par l'allopurinol seul,.

## Effets secondaires
Les effets secondaires les plus courants sont une augmentation de la créatinine sanguine, la survenue de céphalées.

## Pharmacodynamique
La molécule est métabolisée par le CYP2C9, ce qui implique une interaction avec toutes les molécules qui influencent ce cytochrome.